# Puglianello

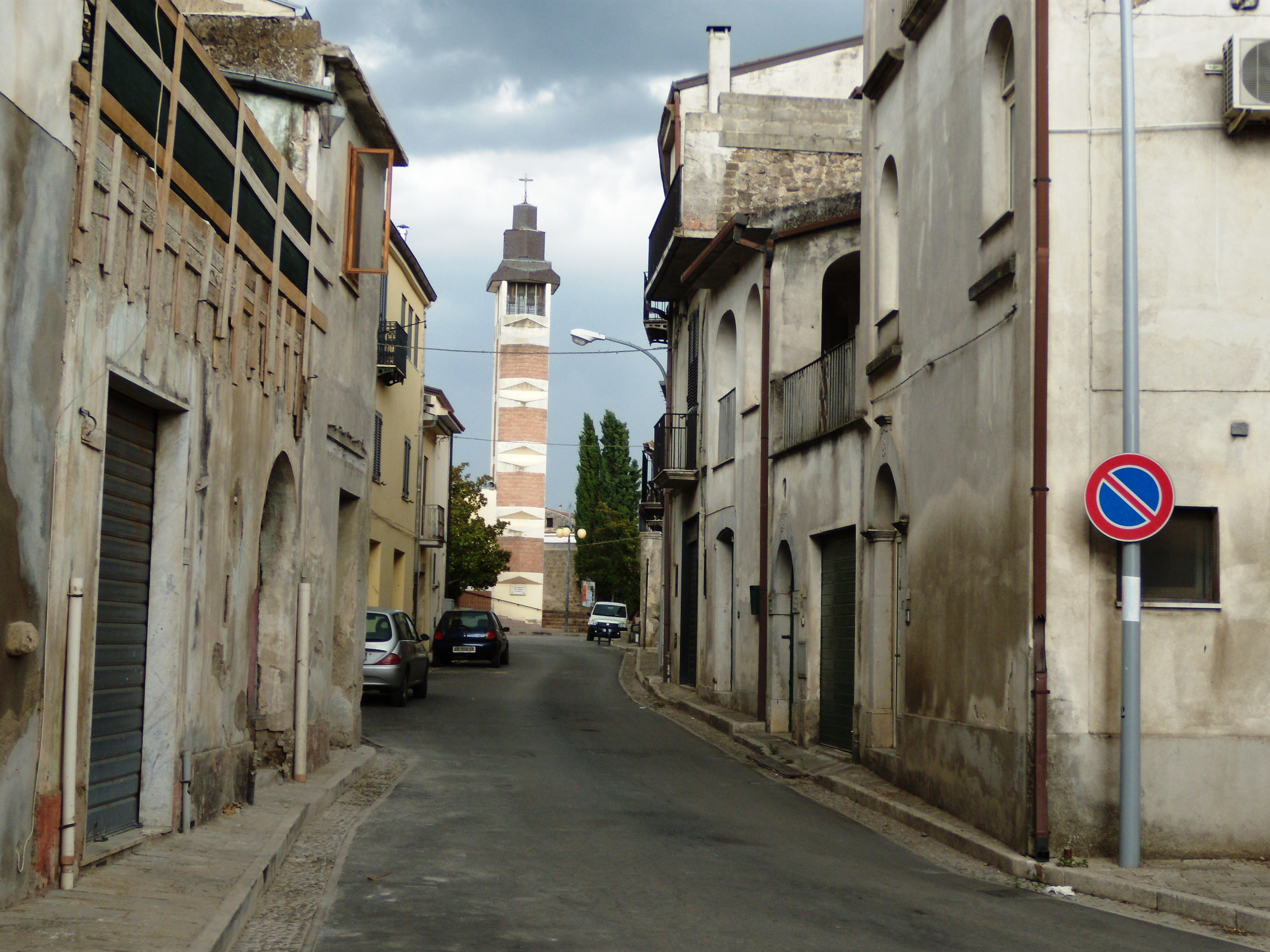
Straßenzug in Puglianello

Puglianello ist eine italienische Gemeinde (comune) mit 1298 Einwohnern (Stand 31. Dezember 2023) in der Provinz Benevento in Kampanien. Die Gemeinde liegt etwa 30 Kilometer nordwestlich von Benevent am Volturno, gehört zur Comunità montana del Titerno und grenzt unmittelbar an die Provinz Caserta.

## Geschichte
Puglianello wurde im 9. Jahrhundert nach Christus vermutlich unter dem Namen Pullianellu gegründet.

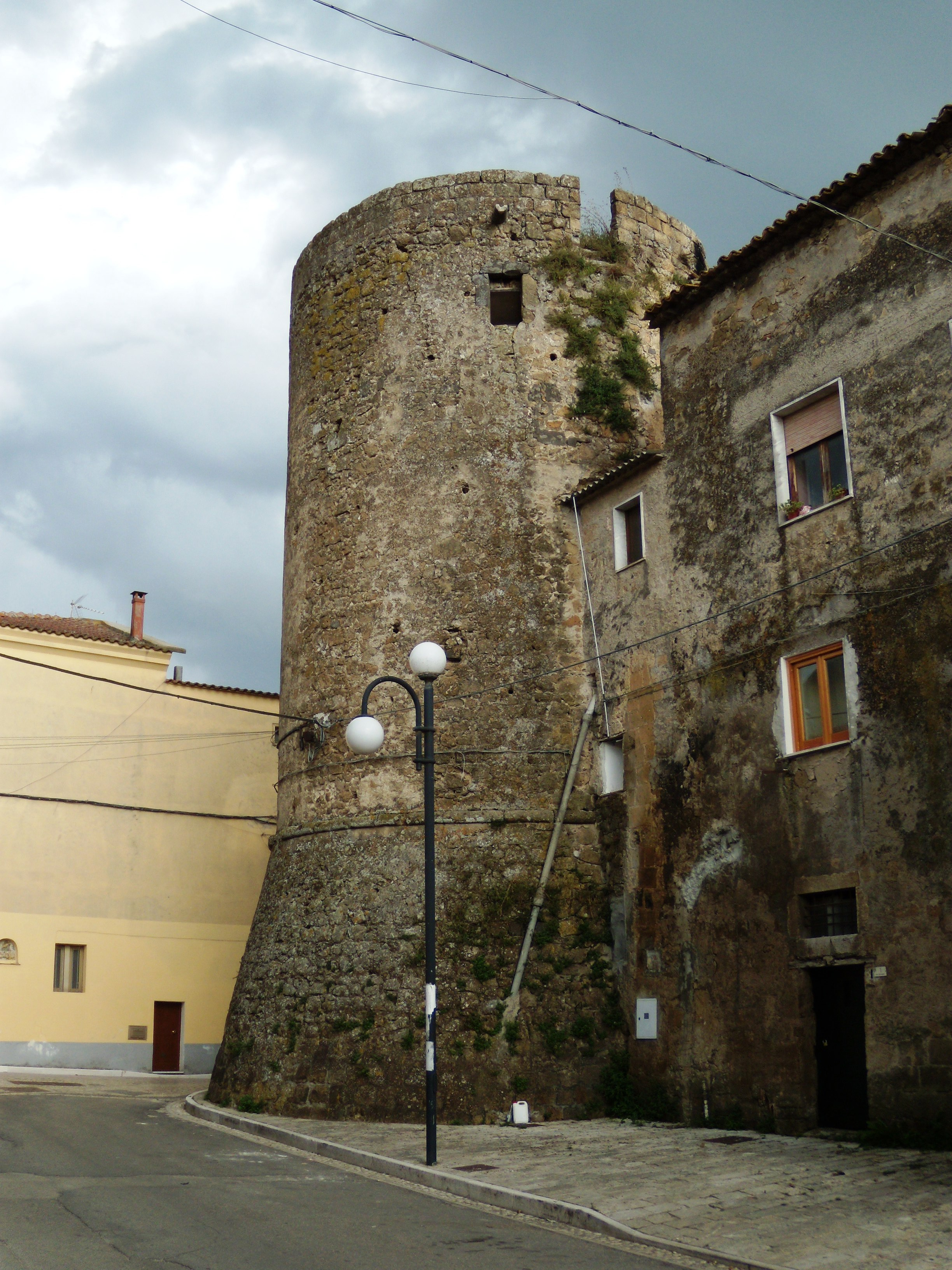
Burggelände von Puglianello

## Gemeindepartnerschaften
Puglianello unterhält eine Partnerschaft mit der US-amerikanischen Stadt Derby im Bundesstaat Connecticut.

## Verkehr
Durch die Gemeinde führt die Strada Statale 372 Telesina von Caianello nach Benevent.